# Daniel Bscherer
Daniel Bscherer (* 3. Mai 1656 in Nürnberg; † 22. September 1718 Ort unbekannt) war ein deutscher Arzt und Mitglied der Gelehrtenakademie „Leopoldina“.

## Leben
Daniel Bscherer war Respondent an der Ruprecht-Karls-Universität Heidelberg. Er wurde Stadtarzt in Nürnberg.
Am 21. Oktober 1684 wurde Daniel Bscherer mit dem Beinamen Philadelphus I. als Mitglied (Matrikel-Nr. 126) in die Leopoldina aufgenommen.

## Schriften
- mit Franck von Franckenau: Atmographia … Humano. 1681.
- mit Johann Daniel Geier: Joh. Daniel Geyers Antwort an weyland seinen guten Freund in Nürnberg D. Daniel Bscherern, von dem grand remede de Paris um der darinnen enthaltenen fürtrefflichen Wahrheit. 1735.

## Ehrung
- Crollius, Johann Lorenz, Elwerth, Johann Philipp, Geier, Johann Daniel u. a.: Glükkwünschendes Zuruffen, Welches Denen WohlEdlen und Hochgelahrten Herrn Hn. Johann Philipp Elwert, Hn. Johann Daniel Geiern, Hn. Johann Jacob Martini, Hn. Daniel Bscherer, Hn. Anthon Blommart, Hn. Philipp Conrad Heideggern, Als Dieselbe … Doctores der Artzeney öffentlich erkläret wurden. Ammon Heidelberg 1681, 1 Blatt.